# Norman Jay
Norman Jay, pseudonimo di Norman Bernard Joseph (Notting Hill, 6 novembre 1957), è un disc jockey britannico.

## Biografia
Figlio di genitori indiani, ha cominciato a suonare a 8 anni. Viene ricordato anche per avere inventato il termine "groove raro" (rare groove: genere musicale tipo soul o jazz molto difficile da trovare, associato anche al funk, all' R&B e al jazz funk, o altri sottogeneri). Jay ha fondato col DJ Gilles Peterson nel 1990 l'etichetta discografica Talkin 'Loud. La sua vasta cultura musicale ha fatto si che Norman Jay non fosse associato ad un unico genere musicale, distinguendolo dai suoi colleghi. La fama di Norman si è consolidata a metà degli anni '80, essendo una figura di spicco alla radio pirata Kiss FM; la sua enorme reputazione e gli oltre vent'anni di dedizione al mestiere gli hanno reso, nel 2002, il pregio di ricevere un grande premio ufficiale: la nomina "Member of the Order of the British Empire". Tra gli altri suoi meriti quello di aver fatto esibire nel suo programma Mario BIONDI contribuendo così alla notorietà del cantante italiano.